# Massacre de Maalot
La massacre de Maalot  fou una presa d'ostatges, seguida d'una massacre, perpetrada el 15 de maig del 1974 per tres militants del Front Democràtic per a l'Alliberament de Palestina en una escola de la ciutat de Maalot. 22 escolars i 3 mestres moriren a mans dels terroristes així com una parella i llur infant de 4 anys.

## Desenvolupament
El 15 de maig del 1974, tres membres armats del Front Democràtic per a l'Alliberament de Palestina, una escissió del Front Popular per a l'Alliberament de Palestina, van entrar a Israel des del Líban. Poc temps després, van atacar una camioneta, i mataren dues dones àrab-israelianes, en feriren una tercera i entraren en un edifici d'apartaments a la ciutat de Maalot, on van matar una parella i el seu fill de 4 anys. Des d'allà, se'n van anar a l'Escola Primària Meir Netiv, on van prendre més de 115 persones (entre elles 105 nens) com a ostatges.
La majoria dels ostatges eren adolescents d'una escola secundària a Safed que estaven de visita per una nit a Maalot-Tarxiha. Els segrestadors van emetre ràpidament les seves demandes, relatives a l'alliberament de 23 militants palestins de les presons israelianes. Altrament, amenaçaven de matar els ostatges. El segon dia, una unitat de la Brigada Golani va assaltar l'edifici.
Durant el tiroteig, els segrestadors assassinaren els nens amb granades i armes automàtiques. En última instància, 25 ostatges, entre ells 22 nens, van morir i altres 68 van resultar ferits.